# Beetle Bailey
Beetle Bailey (traducido a veces en español como Beto el recluta) es una tira de prensa estadounidense creada por Mort Walker en 1950 y distribuida por el King Features Syndicate.

## Argumento
La historia trata de un estudiante de universidad que se alista en el ejército. Beetle es vago y holgazán y a menudo se las ve con su superior el sargento Orville Snorkle.
Otros personajes son Killer Diller, Plato, Zero, Sonny Fuzz, Jackson Flap, Amos Halftrack.

## Serie de animación
Una serie de televisión basada en la tira, que consta de 50 cortos de dibujos animados de seis minutos, fueron producidos por King Features Syndicate, animada por Paramount Cartoon Studios en Estados Unidos y Artransa Film Studios en Sídney, Australia. La serie se emitió por primera vez en 1963 como parte de la trilogía The King Features, compuesta también por Tapón y Luisa y La Gata Loca.
- Datos: Q814154